# Faurea galpinii
Faurea galpinii là một loài thực vật có hoa trong họ Quắn hoa. Loài này được E.Phillips miêu tả khoa học đầu tiên năm 1912.